# Marsz do Valley Forge, 19 grudnia 1777
Marsz do Valley Forge, 19 grudnia 1777 (ang. The March to Valley Forge, December 19, 1777) – obraz olejny namalowany przez amerykańskiego malarza Williama B. T. Trego w 1883 roku, znajdujący się w zbiorach Muzeum Rewolucji Amerykańskiej w Filadelfii.

## Opis
Namalowana przez filadelfijskiego artystę Williama B. T. Trego scena przedstawia Armię Kontynentalną kuśtykającą do swojego zimowego obozowiska w Valley Forge w Pensylwanii. Trego jako dziecko cierpiał prawdopodobnie na polio, które uniemożliwiło mu poruszanie palcami i rękami. Namalował ten obraz, chwytając pędzel między kciuk i palec wskazujący jednej ręki, a drugą przesuwając tę pierwszą. W 1883 roku malarz zgłosił obraz do konkursu zorganizowanego przez Pennsylvania Academy of the Fine Arts (PAFA). Jurorzy konkursu uznali, że żadne zgłoszenie nie zasługiwało na pierwszą lub drugą nagrodę, ale trzecią nagrodę przyznali Trego. Wierząc, że zasłużył na pierwszą nagrodę, ponieważ obraz został uznany za najlepszy w konkursie, Trego pozwał PAFA do sądu. Po dwóch latach sądowych batalii Sąd Najwyższy Pensylwanii ostatecznie oddalił skargę Trego i podtrzymał decyzję PAFA. Ubocznym efektem tej historii był wzrost zainteresowania opinii publicznej artystą i jego obrazem.
Centralną postacią na obrazie jest generał George Washington na białym koniu, który patrzy na oddających mu honory przemarzniętych żołnierzy, wyglądających jak nędznicy. Uwagę zwraca kasztanowaty koń patrzący wprost na widza i żołnierz poprawiający but który był przedmiotem jednego z przygotowawczych lub studyjnych obrazów Trego do tego płótna. Ten studyjny obraz przedstawia żołnierza trzymającego muszkiet – szczegół zasłonięty przez inną postać namalowaną w finalnej scenie. Po lewej stronie widoczni są dwaj żołnierze: jeden w pełnym umundurowaniu i butach salutuje Waszyngtonowi, drugi w szczątkach munduru i bosy trzyma w dłoniach karabin. Na śniegu widoczne są ślady krwi pozostawione przez bosych i okaleczonych żołnierzy. Scena dojmująca swym przekazem, ma też w sobie pierwiastek nadziei na „lepsze jutro” dla dzielnej armii.